# Кара-Суу (Токтогульский район)
Кара-Суу (кирг. Кара-Суу) — село в Токтогульском районе Джалал-Абадской области Кыргызстана. Входит в состав Джаны-Джольского айылного аймака.

## География
Село расположено в северной части области, к северу от Токтогульского водохранилища, на расстоянии приблизительно 1 километра (по прямой) к юго-западу от города Токтогула, административного центра района. Абсолютная высота — 910 метров над уровнем моря.

## Население
Согласно оценочным данным Национального статистического комитета Кыргызской Республики, численность населения села на начало 2023 года составляла 1727 человек.
| год     | 2009 | 2014 | 2015 | 2020 | 2021 | 2023 |
| ------- | ---- | ---- | ---- | ---- | ---- | ---- |
| человек | 1609 | 1495 | 1501 | 1698 | 1770 | 1727 |